# Brevipogon confusus
Brevipogon confusus är en skalbaggsart som först beskrevs av Henry Clinton Fall 1901.  Brevipogon confusus ingår i släktet Brevipogon och familjen Artematopodidae. Inga underarter finns listade i Catalogue of Life.